# Væggerskilde Sogn
Væggerskilde Sogn er et sogn i Skjern Provsti (Ribe Stift).
Væggerskilde Kirke 5 km øst for Spjald blev i 1916 indviet som filialkirke til Brejning Kirke, og så blev Væggerskilde et kirkedistrikt i Brejning Sogn, som hørte til Bølling Herred i Ringkøbing Amt. Brejning sognekommune inkl. kirkedistriktet blev ved kommunalreformen i 1970 indlemmet i Videbæk Kommune, der ved strukturreformen i 2007 indgik i Ringkøbing-Skjern Kommune.
Da kirkedistrikterne blev nedlagt 1. oktober 2010, blev Væggerskilde Kirkedistrikt udskilt som det selvstændige Væggerskilde Sogn.
Stednavne, se Brejning Sogn